# Travemunde Open 1983
Il Travemunde Open 1983 è stato un torneo di tennis facente parte della categoria ATP Challenger Series nell'ambito dell'ATP Challenger Series 1983. Il torneo si è giocato a Travemünde in Germania dal 27 giugno al 3 luglio 1983 su campi in terra rossa.

## Vincitori

### Singolare
Michael Westphal ha battuto in finale  Rolf Gehring con il punteggio di 7–5, 6–2

### Doppio
Mike Myburg /  Christo van Rensburg hanno battuto in finale  Harald Theissen /  Michael Westphal con il punteggio di 7–5, 6–3